# Нельсон Агреста
Нельсон Агреста (ісп. Nelson Agresta, нар. 2 серпня 1955, Монтевідео, Уругвай) — уругвайський футболіст, що грав на позиції півзахисника. По завершенні ігрової кар'єри — тренер.
Виступав, зокрема, за клуби «Естудьянтес» та «Насьонал», а також національну збірну Уругваю.

## Клубна кар'єра
У дорослому футболі дебютував 1975 року виступами за команду клубу «Естудьянтес», в якій провів один сезон.
1976 року приєднався до клубу «Дефенсор Спортінг».
Протягом 1977 року захищав кольори команди клубу «Архентінос Хуніорс».
Своєю грою за останню команду привернув увагу представників тренерського штабу клубу «Насьонал», до складу якого приєднався 1978 року. Відіграв за клуб Фуншала наступні два сезони своєї ігрової кар'єри.
1981—1982 роки відіграв за команду «Рівер Плейт» з Монтевідео.
Протягом 1983 року захищав кольори команди клубу «Суд Америка».
1984 року приєднався до чилійського клубу «Сан-Луїс де Кільйота», за команду якого виступав один сезон. 1986 рік відіграв за «ЛДУ Портов'єхо». Потім було кілька аматорських клубів та завершення кар'єри гравця.

## Виступи за збірну
1979 року дебютував в офіційних матчах у складі національної збірної Уругваю. Протягом кар'єри у національній команді, яка тривала 5 років, провів у формі головної команди країни 34 матчі, забивши 1 гол.
У складі збірної був учасником розіграшу Кубка Америки 1979 року та 1983 року, здобувши того року титул континентального чемпіона.

## Кар'єра тренера
2014 року працював на чолі тренерського штабу клубу «Хебей Чайна Форчун».

## Титули і досягнення
- Переможець Кубка Америки: 1983